# Ronan Curtis
Ronan Curtis (St. Johnston, Donegal, República de Irlanda, 29 de marzo de 1996) es un futbolista irlandés. Juega de centrocampista y su equipo es el Port Vale F. C. de la Football League Two de Inglaterra.

## Trayectoria

### Derry City
Curtis entró en 2014 en la academia del Derry City en 2014, después de pasar varios años jugando en equipos locales (Kildrum Tigers y Swilly Rovers). Debutó con el primer equipo el 8 de mayo de 2015, saliendo desde el banquillo en una derrota del equipo por 2 a 0 contra el Galway United.
Ese mismo año, el 30 de octubre, anotó su primer gol en la derrota de su equipo por 4-2 contra el Longford Town. Ese mismo año renovó por dos temporadas con el Derry City.